# حقوق الإنسان الخاصة بثنائيي الجنس

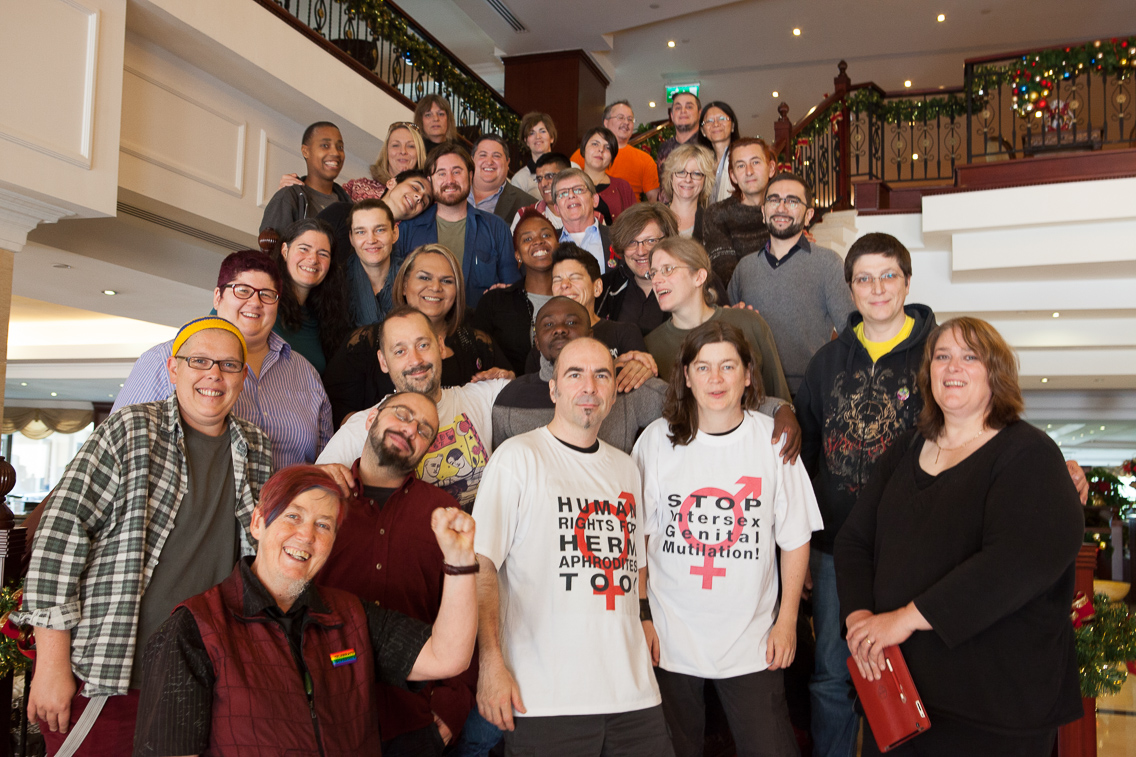

يولد الأشخاص ثنائيو الجنس بصفات جنسية -مثل الكروموسومات، والغدد التناسلية، أو الأعضاء التناسلية- لا تتناسب -وفقاً لمفوضية الأمم المتحدة للمفوض السامي لحقوق الإنسان- مع المفاهيم الثنائية النموذجية للهيئات الذكورية أو الأنثوية
يواجه الأشخاص ثنائيو الجنس الوصم والتمييز منذ الولادة، لا سيما عندما يكون التباين الجنسي الثنائي واضحاً. في بعض البلدان (لا سيما في البلدان الأفريقية والآسيوية) قد يشمل ذلك قتل الأطفال وترهيبهم ووصمهم بالعار من قبل عائلاتهم، وقد تتهم الأمهات اللواتي ينجبن أطفالاً ثنائيي الجنس في شرق أفريقيا بممارسة السحر، ويمكن وصف ولادة طفل ثنائي الجنس على أنه لعنة.
يمكن أن يتعرّض الأطفال والرّضع ثنائيو الجنس الذين يمتلكون أعضاء تناسلية خارجية مبهمة لعمليات جراحية و/ أو هرمونية لجعلهم يمتلكون خصائص جنسيّة مقبولة اجتماعيّاً. ويعتبر هذا الموضوع موضع جدل لعدم وجود دليل قويّ على فعالية هذه العمليات وعلى ضمان الحصول على نتائج جيدة. قد تشمل هذه العلاجات تشذيب الأعضاء التناسلية (Sterilization)، قام بعض البالغين أيضاً بهذه العمليّات من بينهم بعض الرياضيّين الإناث النخبة، تُصنّف هذه العمليات بشكل متزايد على أنّها انتهاك لحقوق الإنسان، فأصدرت كلّ من وكالات الأمم المتحدة والبرلمان الأسترالي والمؤسسات الأخلاقية الألمانية والسويسرية تصريحات تؤكّد انتهاك هذه الإجراءات لحقوق الإنسان. كما أصدرت منظّمات ثنائيي الجنس Intersex organizations حول العالم بياناتٍ مشتركة على مدى عدّة سنوات ترفض هذه الإجراءات، بما في ذلك إعلان مالطا الصادر عن المنتدى الدولي الثالث لثنائيّي الجنس.
أصبح تطبيق وتنفيذ قوانين وتشريعات حماية حقوق الإنسان يتقدّم ببطء. ففي عام 2011 أصبحت كريستيان فولينع أوّل ثنائية جنس تربح قضية رفعتها ضدّ طبيب جرّاح بسبب تدخّل جراحيّ لم توافق عليه المريضة. وفي عام 2015 اعترف مجلس أوروبا لأوّل مرّة في حقّ ثنائيّي الجنس بعدم الخضوع لعمليات تعديل على أعضائهم التناسلية دون موافقتهم. وفي شهر نيسان /أبريل من سنة 2015 أصبحت مالطا البلد الأوّل في العالم الذي يحظر التدخّلات الطبّيّة غير التقليدية لتعديل التركيب البنيوي الجنسيّ، بما في ذلك العمليّات على ثنائيي الجنس.
تشمل حقوق الإنسان والقضايا القانونية الأخرى الحق في الحياة والحماية من التمييز والقدرة على الوصول إلى الاعتراف بحقوقهم والحصول على التعويضات والقدرة على الوصول إلى المعلومات والاعتراف القانوني بهم. حتّى الآن، عدد قليل من البلدان تحمي حقوق ثنائيي الجنس من التمييز أو توفّر لهم إمكانية الحصول على تعويضات عن الممارسات الضارّة التي تمّت بحقّهم.

## الثنائية الجنسية وحقوق الإنسان
تشير العديد من الأبحاث إلى إجماع متزايد حول فكرة أنّ مختلف أجساد ثنائي الجنس طبيعية، لكنّها تعتبر حالات نادرة بشكل نسبي بالنسبة لحالات الجسم البشري الأخرى. أصبحت مؤسّسات حقوق الإنسان تضع باراميترات متزايدة وتدقّق بشكل أكبر في الممارسات الطبّية على ثنائيي الجنس وعلى قضايا التمييز المناهضة لهم. وجدت دراسة تجريبية دولية أقيمت لأول مرة في عام 2013 من قبل دان كريستيان غتاس باسم «حقوق الإنسان بين الأجناس Human Rights between the Sexes» أنّ الأشخاص ثنائيّو الجنس يتعرّضون للتمييز في مختلف أنحاء العالم: